# Eulemur rufus
Espèce
Statut de conservation UICN

 VU A4cd : Vulnérable
Statut CITES
Synonymes
- Eulemur fulvus rufus (Audebert, 1800)[1]
- Eulemur rufifrons  Bennett, 1833[2]

Eulemur rufus est une espèce de primate lémuriforme de la famille des Lemuridae. Comme tous les lémuriens, il est endémique de l'île de Madagascar.